# 如皋公立简易师范学堂旧址
如皋公立简易师范学堂旧址，位于江苏省南通市如皋市学宫路，是中华人民共和国全国重点文物保护单位之一。
1995年4月19日，公布为江苏省文物保护单位，2013年5月公布为全国重点文物保护单位，是一座古建筑。